# Рік садівника
«Рік садівника» — це збірка фейлетонів Карела Чапека про садівництво. У ній зібрані оповідання про радощі та печалі садівників протягом чотирьох пір року і в будь-яку погоду. Карел Чапек з гумором та унікальною перспективою ділиться власним досвідом та враженнями від цієї діяльності.
Книга Чапека разом із реальними подіями, пов’язаними з сучасною історією права власності на замок у Дольніх Олешніцах на Трутновщині, надихнули режисера Їржі Гавелку зняти однойменний фільм у 2024 році. Фільм, головні ролі в якому виконали Олдржіх Кайзер та його дружина, співачка і авторка пісень Даша Воката, вперше був представлений глядачам на 58-му Міжнародному кінофестивалі в Карлових Варах.